# Merulana noduligera
Merulana noduligera är en kräftdjursart som beskrevs av Karl Wilhelm Verhoeff1926. Merulana noduligera ingår i släktet Merulana och familjen Armadillidae. Inga underarter finns listade i Catalogue of Life.